# Скала, Йозеф
Йозеф Скала (чеш.  Josef Skála; род. 27 мая 1952, Прага) — чешский политик-коммунист, предприниматель и преподаватель в университете. С 2009 по 2010 и с 2016 по 2018 годы являлся заместителем председателя Коммунистической партии Чехии и Моравии. В 2023 году хотел баллотироваться на пост президента Чехии, представляя свою кампанию как «широкий патриотический проект», но не набрал достаточное количество подписей.
Во время публичных дебатов в 2020 году высказал версию о Катынском расстреле, гласящую, что польские военнопленные были расстреляны не НКВД, а немецкими войсками. Суд квалифицировал заявления Скалы как отрицание геноцида, за что приговорил его к условному сроку в 8 месяцев с испытательным сроком в 1,5 года.

## Биография
Йозеф Скала вступил в Коммунистическую партию Чехословакии в возрасте 18 лет. Изучал журналистику в Карловом университете в Праге, окончив его в 1975 году. В своих мемуарах 1970-х годов он писал, что ввод войск СССР и Варшавского договора в Чехословакию в августе 1968 года встретил с энтузиазмом и радостью, а также сотрудничал с советскими солдатами.
В 1978 году работал сотрудником городского комитета Коммунистической партии Чехословакии в Праге. В 1980 году под руководством философа Ладислава Хрзала защитил кандидатскую диссертацию на тему «Общественное сознание и современная идеологическая борьба» в Университете политических дел Коммунистической партии Чехословакии на кафедре марксизма-ленинизма. Затем Йозеф читал лекции по философии в Карловом университете и занимал руководящие должности в Союзе социалистической молодежи. В 1986 году на был избран на должность постоянного представителя Чехословацкого штаба магистрантов Союза социалистической молодежи в Международном союзе студентов, заменив Мирослава Штепана. Он занимал эту должность вплоть до роспуска Союза социалистической молодежи в 1990 году. В документах Служба государственной безопасности Чехословакии ŠtB числился как её идеологический сотрудник.
После Бархатной революции 1989 года занялся бизнесом. При этом оставался в Коммунистической партии Чехии и Моравии, в которой примкнул к сталинистскому ультраконсервативному крылу. На IX съезде КПЧМ в Праге в 2016 году проиграл борьбу за пост председателя партии Войтеху Филипу с соотношением голосов 155 против 203, однако стал зампредом до 2018 года, когда вновь безуспешно поборолся за руководящий пост. Среди прочего, известен как сторонник президента США Дональда Трампа, после избрания которого говорил в интервью, что против того может быть «только фан-клуб политических трупов — и „левых“, которые не видят дальше своего носа». Скала выступал на антиправительственных и пророссийских митингах «Чешская Республика на 1-м месте», большинство организаторов которых принадлежат к ультраправым популистам.
Во время дебатов на онлайн-радио в 2020 году высказал опровергнутую версию о Катынском расстреле. В итоге суд квалифицировал его слова как отрицание геноцида. Онлайн-радио было приговорено к штрафу в 30,000 крон, а Йозеф Скала к условному сроку в 8 месяцев с испытательным сроком в 5 лет в марте 2023. В июне того же года апелляционный суд сократил испытательный срок до 1,5 лет, но оставил в силе продолжительность условного срока.